# Carnets noirs
Pour les articles homonymes, voir Finders Keepers.
Carnets noirs (titre original : Finders Keepers) est un roman policier de Stephen King paru aux États-Unis le 2 juin 2015 puis le 2 mars 2016 en France. Ce roman est, après Mr. Mercedes, le deuxième tome d'une trilogie centrée sur le personnage de Bill Hodges, policier à la retraite. Le troisième tome de la trilogie est intitulé Fin de ronde.

## Résumé
En 1978, John Rothstein, un célèbre écrivain vivant en reclus et qui n'a pas publié un livre depuis plus de dix-huit ans, est assassiné par Morris Bellamy. Ce dernier est un fan de Jimmy Gold, le personnage le plus célèbre de Rothstein, qui estime que l'écrivain a trahi Gold dans le dernier tome de la trilogie qu'il lui a consacré. Bellamy s'empare d'une grosse somme d'argent et surtout de nombreux carnets de notes contenant des écrits inédits de Rothstein. Il tue ses complices, cache son trésor, puis est emprisonné pour un autre crime avant d'avoir pu lire les carnets. Le meurtre de Rothstein n'est quant à lui jamais résolu.
Trente ans après, la famille Saubers est en proie à de graves difficultés financières : au chômage depuis la crise économique, le père est allé à une foire à l'emploi (voir Mr. Mercedes) et y a été gravement blessé par Brady Hartsfield. Peter, leur fils adolescent, trouve le butin dans une malle enterrée sur la berge d'un ruisseau près de leur maison, qui est l'ancienne demeure de Bellamy. Il fait alors parvenir, anonymement et mensuellement, un soutien en espèces à ses parents. Il découvre aussi l'œuvre de Rothstein, dont deux romans inédits concluant le cycle de Jimmy Gold, et se passionne pour elle. Au bout de quatre ans, l'argent liquide est épuisé. Peter, désormais âgé de dix-sept ans, cherche un moyen d'en obtenir plus afin que sa sœur cadette Tina puisse aller dans une école privée. Dans le même temps, en 2013, Bellamy obtient la libération conditionnelle après trente-cinq ans de détention au cours desquelles il n'a été animé que par l'espoir de récupérer un jour les carnets.
Peter contacte Andrew Halliday, un vendeur de livres rares à la réputation louche, afin de lui vendre quelques-uns des carnets mais le libraire, une vieille connaissance de Bellamy, essaie de faire chanter Peter dans le but d'obtenir tous les carnets et lui fixe un rendez-vous de la dernière chance. Peter, conscient de la situation épineuse dans laquelle il se trouve, cherche désespérément un moyen de s'en sortir. Tina, qui le soupçonnait déjà d'être à l'origine de la manne providentielle d'argent, ne manque pas de remarquer l'état nerveux de son frère et s'en confie à son amie Barbara, la sœur de Jerome Robinson. Barbara l'oriente alors vers Bill Hodges (protagoniste principal de Mr. Mercedes), un policier retraité qu'elle connaît et qui, avec son frère, a permis en 2010 d'éviter une explosion meurtrière pendant un concert. Quatre ans après, en 2014, Bill Hodges, désormais âgé de soixante-six ans, tient maintenant une sorte d'agence de détectives avec l'aide de Holly Gibney et, intrigué, il accepte de s'occuper du cas.
Quand Bellamy cherche à retrouver les carnets, il découvre avec effroi qu'ils ont disparu. Il se tourne alors vers Halliday, seule personne encore en vie qui connaissait leur existence, persuadé que celui-ci s'en est emparé. Halliday lui révèle sous la torture que les carnets ont été retrouvés par Peter et que l'adolescent doit revenir le voir sous peu, après quoi Bellamy le tue. Le jour du rendez-vous, tandis que Bellamy attend Peter dans la librairie, Hodges cherche à s'entretenir avec Peter mais le garçon, méfiant, lui échappe. Menacé ensuite par Bellamy, Peter parvient encore à s'enfuir et recontacte Hodges. Pendant ce temps, Bellamy part chez les Saubers, tire sur la mère, enlève Tina et se cache avec elle dans un ancien centre aéré, endroit précis où Peter a caché les carnets. Au cours de la confrontation finale entre Peter et Bellamy, le garçon menace de brûler les carnets. Hodges, qui avait toujours une longueur de retard jusqu'alors, arrive sur ces entrefaites et se bat avec Bellamy tandis que Peter met accidentellement le feu aux carnets. Bellamy trouve la mort en essayant de sauver son trésor, alors que Peter, Tina et Hodges échappent aux flammes.
Le journal The New Yorker commande à Peter un article où il écrira son histoire. Hodges rend quant à lui des visites régulières à Brady Hartsfield, sorti du coma et désormais dans un état catatonique, car il le soupçonne de simuler son état pour échapper à son procès. Hodges est également alarmé par des récits d'infirmières relatant des événements étranges survenus dans l'aile de l'hôpital où se trouve Hartsfield. Hodges ne trouve cependant aucune confirmation à ses doutes. Juste après son départ, Hartsfield, qui semble avoir acquis des facultés psychiques, fait tomber un cadre par la télékinésie.

## Accueil
Le roman est entré directement à la 1re place de la New York Times Best Seller list le 21 juin 2015. Il est resté neuf semaines dans ce classement, dont une passée à la première place. Il s'en est vendu environ 261 000 exemplaires aux États-Unis en 2015, ce qui le classe en 16e position des ventes de livres de fiction pour adultes de l'année.